# Тиктин, Авром
Авром Тиктин (Тыктин Абрам Маркович)(1866, Берестовица Гродненской губернии — 1943, Белосток) — еврейский писатель, переводчик и публицист.

## Биография
Получил традиционное еврейское религиозное образование у странствующих педагогов — раввина из Лунно и Исраэля Магида из Белостока. В возрасте 16 лет перевёл с французского «История кусочка хлеба» Жана Масе с предисловием Менахема Долицкого (1882). Печатался в газете «Хамелиц» под псевдонимом Бен иш Иехуди, а также был корреспондентом в петербургских русских либеральных изданиях.
Занимал важную роль в общественной жизни Белостока. Был избирателем на выборах в первую (1906), вторую (1907) и четвёртую (1912) Государственных Дум. В 1929 был председателем Ваад Кахакал в Белостоке. Писал статьи для еврейской прессы Белостока «Дос найе лебн» и «Унзер лебн».
Погиб в Белостокском гетто.

## Произведения
- «Халифот вецава» (1889, Варшава)
- «Ди дрите геуле» («Третье избавленье») (Белосток, 1934)
- «Демократизм, марксизм, универсализм» (Белосток, 1937)
- «Гитлериада» (Белосток, 1937)
- «Вос едер муз висн» («Что должен знать каждый») (Белосток, 1937)